# Angie (The Rolling Stones)
(Jagger/Richards, Angie)
Angie è un brano musicale del gruppo rock britannico The Rolling Stones, incluso nell'album Goats Head Soup, pubblicato nel 1973.

## Descrizione
Registrata tra novembre e dicembre 1972, Angie fu scritta principalmente da Keith Richards, anche se come al solito accreditata al tandem compositivo Jagger/Richards. La canzone è una ballata, aperta da un assolo di chitarra acustica, che racconta la fine di un amore e il dolore che ne consegue. Mick Jagger ne dà un'accorata interpretazione, accompagnato dalle note di Nicky Hopkins al pianoforte. L'arrangiamento degli archi è di Nicky Harrison.
Pubblicata su singolo nell'agosto 1973 (B-side Silver Train), Angie andò ai vertici della Billboard Hot 100 statunitense, in Australia e Canada per cinque settimane, nei Paesi Bassi ed in Norvegia per due settimane ed in Francia, Italia e Svizzera, il secondo posto in Germania, il quarto in Spagna, raggiunse il quinto posto nelle classifiche del Regno Unito e l'ottavo in Austria.
La canzone è molto popolare nei concerti degli Stones: spesso eseguita dal vivo, è diventata un loro cavallo di battaglia e figura in tutti i tour tenuti dal gruppo fin da quello statunitense del 1981. Ne sono scaturite registrazioni dal vivo per gli album Stripped e Live Licks.
Una leggenda alquanto dura a morire vuole che la canzone fosse dedicata alla prima moglie di David Bowie, Angela, o all'attrice Angie Dickinson. Altri sostengono  che la canzone parlasse della figlia di Richards, Dandelion Angela. Keith Richards nella sua autobiografia afferma che il nome "Angie" era semplicemente un nome e smentisce qualsiasi relazione con la sua secondogenita, non ancora nata al momento della composizione del testo.

## Formazione
The Rolling Stones
- Mick Jagger - voce
- Keith Richards - chitarra acustica
- Mick Taylor - chitarra acustica
- Charlie Watts - batteria
- Bill Wyman - basso

Altri musicisti
- Nicky Hopkins - piano

## Classifiche

### Classifiche settimanali
| Classifica (1973/74) | Posizione massima |
| -------------------- | ----------------- |
| Australia            | 1                 |
| Austria              | 8                 |
| Belgio (Fiandre)     | 1                 |
| Belgio (Vallonia)    | 1                 |
| Canada               | 1                 |
| Francia              | 1                 |
| Germania             | 2                 |
| Irlanda              | 9                 |
| Italia               | 1                 |
| Norvegia             | 1                 |
| Paesi Bassi          | 1                 |
| Regno Unito          | 5                 |
| Spagna               | 4                 |
| Stati Uniti          | 1                 |
| Sudafrica            | 2                 |
| Svizzera             | 1                 |

### Classifiche di fine anno
| Classifica (1973) | Posizione |
| ----------------- | --------- |
| Australia         | 19        |
| Belgio (Fiandre)  | 18        |
| Francia           | 18        |
| Paesi Bassi       | 2         |
| Svizzera          | 2         |
| Classifica (1974) | Posizione |
| Italia            | 6         |

## Cover
- Womack & Womack reinterpretarono Angie nel loro disco d'esordio Love Wars del 1983.
- La rock band cilena La Ley sul loro album di debutto Doble Opuesto (1990).
- Tori Amos sull'EP del 1992 Crucify.
- Gli Stereophonics come b-side del loro singolo Hurry Up and Wait del 1999.
- Uwe Schmidt reinterpretò Angie sotto il suo pseudonimo lb nell'album Pop Artificielle del 1998, cantata da un software vocale al sintetizzatore.
- Sammy Kershaw sull'album Stone Country: Country Artists Perform the Songs of the Rolling Stones (2001).
- I Guns N' Roses in versione strumentale pianistica come introduzione a The Blues/Street of Dreams durante il Chinese Democracy Tour (2006/2007).
- Il chitarrista Laurence Juber registrò una versione solo acustica di Angie dedicandola a Nicky Hopkins sul suo album del 2008 Pop Goes Guitar.
- La rock band portoghese UHF su singolo nel 1999.
- La rock band tedesca J.B.O. reinterpretò Angie sul loro album del 1997 Laut!
- Il musicista argentino Pedro Aznar reinterpretò la canzone nel suo doppio album del 2008 Quebrado.

## Influenza culturale
Nel documentario Protagonist, l'ex terrorista tedesco Hans-Joachim Klein spiegò di aver adottato, durante la sua militanza politica negli anni settanta, lo pseudonimo "Angie" proprio in riferimento a questa canzone.
Nel 2005 la Unione Cristiano-Democratica di Germania utilizzò la canzone nella campagna elettorale di Angela Merkel, anche senza i permessi dei Rolling Stones.